# Contea di Goliad
La contea di Goliad (in inglese Goliad County) è una contea dello Stato del Texas, negli Stati Uniti. La popolazione al censimento del 2010 era di 7 210 abitanti. Il capoluogo di contea è Goliad. Il nome della contea deriva da Miguel Gregorio Antonio Ignacio Hidalgo y Costilla Gallaga Mandarte y Villaseñor, rivoluzionario e religioso messicano, considerato l'iniziatore della guerra d'indipendenza del Messico. La contea è stata creata nel 1836 ed organizzata nell'anno successivo.

## Geografia fisica
| Anno | Popolazione | ±%     |
| ---- | ----------- | ------ |
| 1850 | 648         |        |
| 1860 | 3,384       | 422.2% |
| 1870 | 3,628       | 7.2%   |
| 1880 | 5,832       | 60.7%  |
| 1890 | 5,910       | 1.3%   |
| 1900 | 8,310       | 40.6%  |
| 1910 | 9,909       | 19.2%  |
| 1920 | 9,348       | −5.7%  |
| 1930 | 10,093      | 8.0%   |
| 1940 | 8,798       | −12.8% |
| 1950 | 6,219       | −29.3% |
| 1960 | 5,429       | −12.7% |
| 1970 | 4,869       | −10.3% |
| 1980 | 5,193       | 6.7%   |
| 1990 | 5,980       | 15.2%  |
| 2000 | 6,928       | 15.9%  |
| 2010 | 7,210       | 4.1%   |

Secondo l'Ufficio del censimento degli Stati Uniti d'America la contea ha un'area totale di 859 miglia quadrate (2220 km²), di cui 852 miglia quadrate (2201 km²) sono terra, mentre 7,4 miglia quadrate (19 km², corrispondenti allo 0,9% del territorio) sono costituiti dall'acqua.

### Strade principali
- U.S. Highway 59
- Interstate 69W (In costruzione)
- U.S. Highway 77 Alternate/U.S. Highway 183
- State Highway 119
- State Highway 239
- Farm to Market Road 81
- Farm to Market Road 622
- Farm to Market Road 833

### Contee adiacenti
- DeWitt County (nord)
- Victoria County (nord-est)
- Refugio County (sud-est)
- Bee County (sud-ovest)
- Karnes County (nord-ovest)

## Educazione
La contea di Goliad è servita dalla Goliad Independent School District.